# 羊乳
羊乳（ようにゅう、Sheep's milk、または、ewe's milk）とは、ヒツジが分泌する乳汁のことである。

## 採取

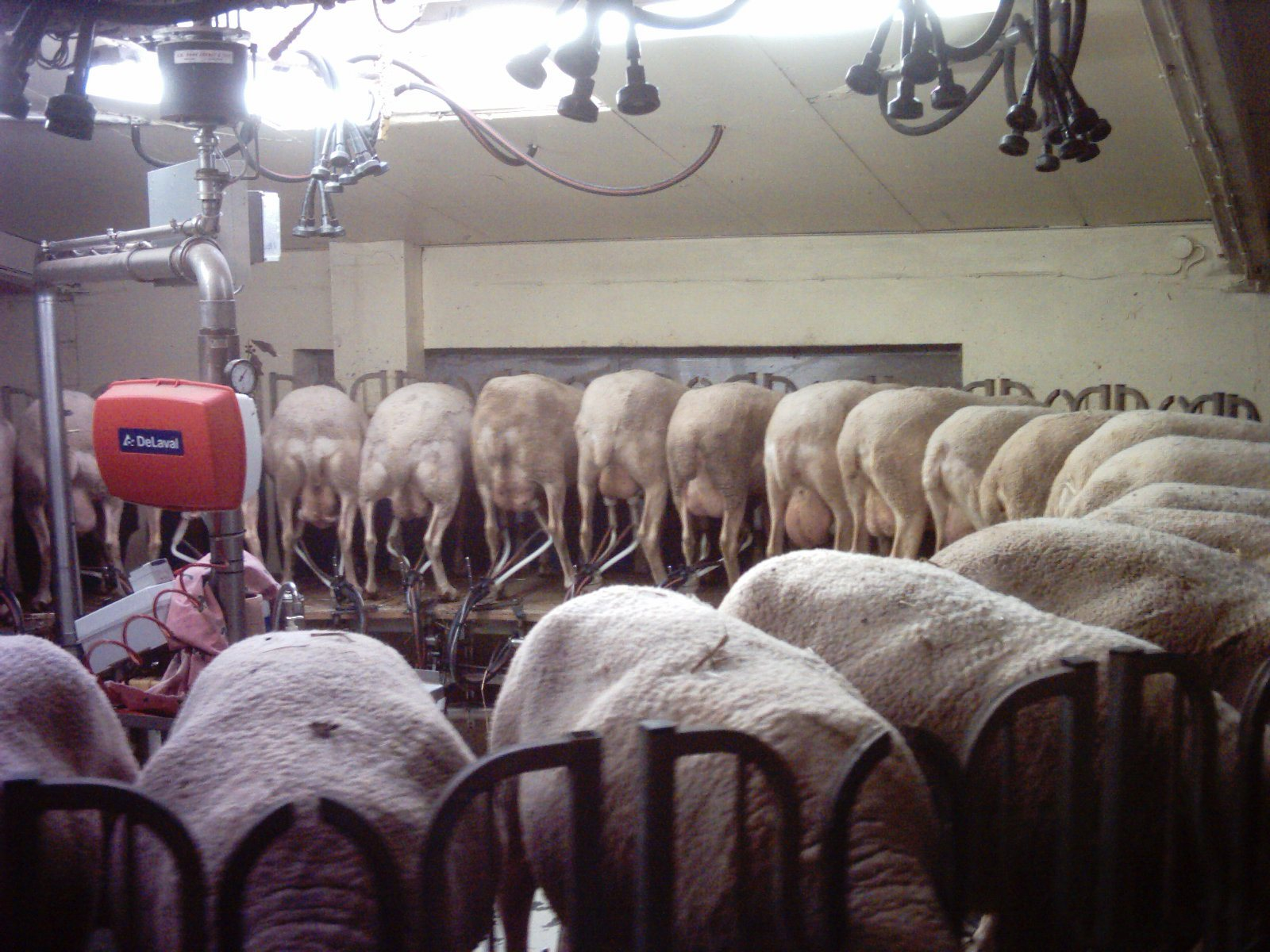
フランスのアヴェロン県の回転式搾乳機。

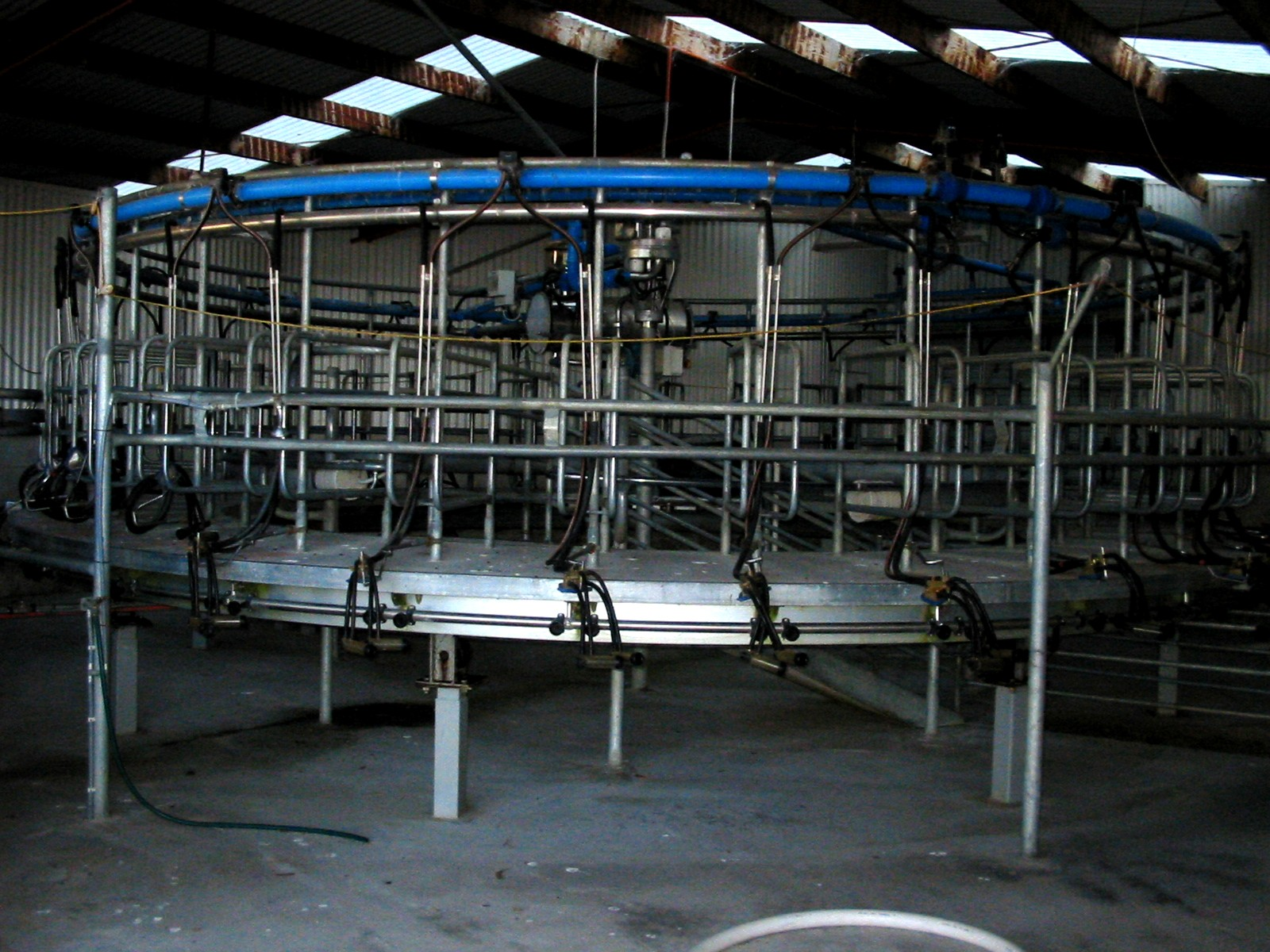
ニュージーランド南島の羊の機械式搾乳機。

羊乳は、主に飼育されている家畜化されたヒツジから搾乳して得ている。搾乳を目的として飼育されているヒツジは少ないが、人為選択によって一般的なヒツジよりも多くの乳汁を出す品種が見い出されてきた。例えば、アワシ種、イーストフリーシアン種、サルダ種、ラコーヌ種などが知られている。なお、羊乳を搾乳するための機械も各地で開発されてきた。

## 用途
本来、羊乳はヒツジが子供を育てるために使用するものだが、ヒトは食糧の1つとして利用している。ヒトによる羊乳の用途としては、そのままヒトによって飲用されるより、むしろ主に乳製品の原料として用いられる。特に羊乳を用いたチーズは各地で製造されており、例えば、ギリシャのフェタチーズ、フランスのロックフォール、スペインのケソ・マンチェゴ、イタリアのペコリーノ・ロマーノ、ペコリーノ・サルド、リコッタ、マルタのジュベイナなどがある。ヒツジから得られる羊乳は、ウシから得られる牛乳と比べると、1頭当たりから搾乳できる乳汁の量は少ないものの、一般に牛乳よりも乳脂肪、乳固形分、ミネラル分が豊富であり、チーズの製造に適しているためである。この他に羊乳を用いた乳製品としては、ギリシャヨーグルトなどもある。

## 栄養価の比較
乳汁の栄養価は個体差（品種差）や摂取している食物や体調などによる変動もあって一定ではない。したがって、あくまで参考値であるものの、以下に牛乳、山羊乳、水牛乳、羊乳の、それぞれ100 ml当たりの栄養価を示す。
| 成分            | 単位 | 牛乳 | 山羊乳 | 水牛乳 | 羊乳 |
| --------------- | ---- | ---- | ------ | ------ | ---- |
| 水              | g    | 87.8 | 88.9   | 81.1   | 83.0 |
| タンパク質      | g    | 3.2  | 3.1    | 4.5    | 5.4  |
| 脂肪            | g    | 3.9  | 3.5    | 8.0    | 6.0  |
| 炭水化物        | g    | 4.8  | 4.4    | 4.9    | 5.1  |
| エネルギー      | kcal | 66   | 60     | 110    | 95   |
|                 | kJ   | 275  | 253    | 463    | 396  |
| 糖 (ラクトース) | g    | 4.8  | 4.4    | 5.1    | 4.9  |
| 飽和            | g    | 2.4  | 2.3    | 4.2    | 3.8  |
| 一価不飽和      | g    | 1.1  | 0.8    | 1.7    | 1.5  |
| 多価不飽和      | g    | 0.1  | 0.1    | 0.2    | 0.3  |
| コレステロール  | mg   | 14   | 10     | 8      | 11   |
| カルシウム      | IU   | 120  | 100    | 195    | 170  |
| 脂肪酸:         |      |      |        |        |      |

## 利用

### ヨーグルト・発酵乳
シリアでは羊乳を加工し、飲むヨーグルトの「ラバン」や濃縮された「ラブネー」が、イスラエルでは発酵乳の「レベン」や濃縮発酵乳の「レベニー」が作られている。